# Рені Йорданова
Рені Йорданова (болг. Рени Йорданова; нар. 25 жовтня 1953) — болгарська спортсменка, академічна веслувальниця, срібна призерка Олімпійських ігор з академічного веслування в четвірці розпашній з рульовим, призер чемпіонату світу.

## Спортивна кар'єра
Дебютувала у болгарській національній команді на чемпіонаті Європи 1973 року у складі четвірки розпашної з рульовим і вісімки розпашної з рульовим, з якими зайняла п'яте місце.
1975 року завоювала у складі збірної Болгарії на чемпіонаті світу в Ноттінгемі срібну медаль в змаганнях  четвірок розпашних з рульовим.
На Олімпійських іграх 1976 Васева у складі четвірки розпашної з рульовим у фінальному заїзді прийшла до фінішу другою, завоювавши разом з подругами Гінкою Гюровою, Марійкою Модевою, Ліляною Васевою та рульовою Капкою Георгієвою срібну нагороду.